# Ромео Деребан
Ромео Деребан (на македонска литературна норма: Ромео Деребан) е политик от Северна Македония, кмет на западномакедонския град Струга от 2000 до 2005 година.

## Биография
Роден е в Струга и принадлежи към стария български род Деребанови. От 2000 до 2005 година е градоначалник на града от партията ВМРО-ДПМНЕ. Деребан става известен със съпротивата си на новия закон за общините, заложен в Охридското споразумение, който предвижда уголемяване на община Струга, която по този начин получава албанско мнозинство. След приемането на закона на 11 август 2004 година, Деребан, покрепен от всички македонски партии в Струга, обявява гражданско неподчинение, блокади на пътища и бойкот на местните избори. На 7 ноември Деребан провежда референдум за запазване на старото териториално устройство, но той се проваля поради недостатъчна активност – от общо 1 милион и 700 хиляди избиратели, гласуват около 430 хиляди души. След провала на референдума Деребан заявява, че Струга ще се отдели като самостоятелна държава.
По-късно в 2016 година е шеф на Държавния административен инспекторат. През декември 2017 година е делегат на XVI извънреден конгрес на ВМРО-ДПМНЕ.